# La puerta abierta
La puerta abierta is een Spaanse film uit 2016, geregisseerd door Marina Seresesky.

## Verhaal
Rosa is een prostituee die het vak geleerd heeft van haar moeder Antonia. Antonia denkt dat ze een tweede Sara Montiel is en ze maakt Rosa's leven tot een hel. In de wereld van prostitutie, lukt het Rosa niet  gelukkig te zijn. Dan arriveert er onverwacht een nieuw familielid, die kansen biedt voor een gelukkiger leven.

## Rolverdeling
| Acteur            | Personage      |
| ----------------- | -------------- |
| Carmen Machi      | Rosa           |
| Terele Pávez      | Antonia        |
| Asier Etxeandia   | Lupita         |
| Paco Tous         | Paco           |
| Lucía Balas       | Lyuba          |
| Sonia Almarcha    | Juana          |
| Yoima Valdés      | Teresa         |
| Emilio Palacios   | Yuri           |
| Mar Saura         | Policía Isabel |
| Christian Sánchez | Policía Carlos |

## Ontvangst

### Prijzen en nominaties
Een selectie:
| Jaar | Evenement                       | Categorie                | Genomineerde | Resultaat   |
| ---- | ------------------------------- | ------------------------ | ------------ | ----------- |
| 2017 | Premios Goya (31ste uitreiking) | Beste actrice            | Carmen Machi | Genomineerd |
| 2017 | Premios Goya (31ste uitreiking) | Beste vrouwelijke bijrol | Terele Pávez | Genomineerd |